# Pico da Cruz
Pico da Cruz es una localidad caboverdiana repartida entre los municipios de Paul y Porto Novo.

## Geografía
La localidad está situada en la isla de Santo Antão.

## Organización territorial
La localidad abarca los lugares y barrios de:
- Barbelão
- Caixa
- Chã de Losna
- Cova do Engenheiro
- Covadinha
- Estância de Pedra
- Pero Dias
- Pico da Cruz

La mayoría de estos lugares forman parte de la freguesía de Santo António das Pombas excepto los lugares de Cova do Engenheiro y Pico da Cruz que están distribuidos entre esta freguesía y la de São João Baptista.